# 米格尔·维洛佐
米格尔·路易斯·平托·维洛佐（葡萄牙語：Miguel Luís Pinto Veloso，發音：[miˈɣɛl luˈiʃ ˈpĩtu vɨˈlozu]；1986年5月11日—），前葡萄牙足球运动员，司职中场。

## 俱乐部生涯
维洛佐出生于葡萄牙科英布拉，他的职业生涯始于本菲卡。年仅14岁时，维洛佐已经开始代表葡萄牙国家青年队出战，当时他的位置是中后卫。
随后，维洛佐转战里斯本竞技。2005-2006赛季，维洛佐被租借前往葡乙联赛锻炼。赛季结束后，维洛佐回到母队并站稳脚跟。经过比赛的洗礼，维洛佐逐渐改打防守型中场的位置，并与俱乐部队友若昂·穆蒂尼奥一同被誉为“里斯本中场双子星”。维洛佐的名字也不断与一些大牌球队联系起来，比如曼联、阿森纳、国际米兰等。
2006-07和2007-08赛季连续两年帮助球队获得葡萄牙杯和葡萄牙超级杯冠军。
2008-2009赛季，维洛佐为球队出战30场，攻入一球。期间由于战绩不佳，他与俱乐部主管以及主教练保罗·本托收到死亡威胁，但依旧顶住压力上场比赛。
2009-2010赛季，维洛佐总共为里斯本竞技出场42场，其中联赛25场，联赛杯4场，欧冠预选赛4场，欧洲联赛10场，累计3573分钟，各项大小赛事总共打入11粒入球（正式比赛9粒），但也得到17黄牌和1张红牌。
2010年夏天，他以1300万欧元转会到意甲的热那亚，成为俱乐部的中场核心。
2012年7月5日，维洛佐加盟乌克兰球队基辅迪纳摩，签约4年。

## 国家队生涯
维洛佐拥有葡萄牙各级别青年队的国脚经验，并且早早便入选成年国家队。2007年10月13日，葡萄牙队与阿塞拜疆队的比赛里，维洛佐首次代表成年国家队出场。